# Elecciones municipales de 2011 en Alcalá de Henares
Las elecciones municipales de 2011 se celebraron en Alcalá de Henares el domingo 22 de mayo, de acuerdo con el Real Decreto de convocatoria de elecciones locales en España, dispuesto el 28 de marzo de 2011 y publicado en el Boletín Oficial del Estado el día 29 de marzo. Se eligieron los 27 concejales del pleno del Ayuntamiento de Alcalá de Henares, a través de un sistema proporcional (método d'Hondt), con listas cerradas y un umbral electoral del 5 %.

## Resultados
5 de las 11 listas proclamadas obtuvieron una cantidad de votos por encima del umbral del 5 % sobre el total de votos válidos necesario para entrar en el reparto de escaños (usando el método d'Hondt): la candidatura del Partido Popular, la del Partido Socialista Obrero Español, Izquierda Unida Comunidad de Madrid-Los Verdes, Unión Progreso y Democracia y España 2000. Fueron lideradas respectivamente por Bartolomé González Jiménez, Javier Rodríguez Palacios, María del Pilar Fernández Herrador, Anselmo Alfonso Avendaño Rodríguez y Rafael José Ripoll Candela.
El PP, pese a mantenerse como candidatura más votada, perdió 2 concejales y la mayoría absoluta de la que disfrutó en la corporación anterior, abriéndose la posibilidad de formación de un gobierno de izquierda en el municipio. Finalmente, el gobierno municipal lo conseguiría el PP en minoría, con los dos votos de UPyD, siendo investido alcalde Bartolomé González Jiménez; que posteriormente dimitiría, y el 12 de julio de 2012 sería sustituido por Francisco Javier Bello Nieto (también del PP).
El PSOE, segundo en votos, obtuvo 9 concejales, dos menos que en los anteriores comicios. La candidatura de Izquierda Unida consiguió tres concejales (1 más que en las anteriores elecciones). Mientras que la candidatura de UPyD entró en el consistorio, por primera vez, con 2 concejales; y el partido de ultraderecha España 2000 también accedió a la corporación con un concejal.
Los resultados completos se detalla a continuación:
| Candidaturas                                       | Candidaturas                                           | Votos   | %                               | Concejales                      |
| -------------------------------------------------- | ------------------------------------------------------ | ------- | ------------------------------- | ------------------------------- |
|                                                    | Partido Popular (PP)                                   | 35,642  | 40,67                           | 12                              |
|                                                    | Partido Socialista Obrero Español (PSOE)               | 27,936  | 31,88                           | 9                               |
|                                                    | Izquierda Unida-Los Verdes Comunidad de Madrid (IU-LV) | 8,509   | 9.71                            | 3                               |
|                                                    | Unión Progreso y Democracia (UPyD)                     | 6,241   | 7.12                            | 2                               |
|                                                    | España 2000 (E2000)                                    | 4,541   | 5.18                            | 1                               |
| ECOLO Verdes (ECOLO)                               | ECOLO Verdes (ECOLO)                                   | 1,348   | 1,54                            | 0                               |
| Democracia Nacional (DN)                           | Democracia Nacional (DN)                               | 671     | 0,77                            | 0                               |
| Alternativa Española (AES)                         | Alternativa Española (AES)                             | 234     | 0,27                            | 0                               |
| Partido Humanista (PH)                             | Partido Humanista (PH)                                 | 202     | 0,23                            | 0                               |
| Solidaridad y Autogestión Internacionalista (SAIn) | Solidaridad y Autogestión Internacionalista (SAIn)     | 183     | 0,21                            | 0                               |
| Partido Castellano (PCAS)                          | Partido Castellano (PCAS)                              | 99      | 0,11                            | 0                               |
| Votos en blanco                                    | Votos en blanco                                        | 2,024   | 2,31                            | n/a                             |
| Votos válidos                                      | Votos válidos                                          | 87,630  | 100,00                          | 27                              |
| Votos nulos                                        | Votos nulos                                            | 1,320   | Participación: \| \| 65,77 % \| | Participación: \| \| 65,77 % \| |
| Votantes                                           | Votantes                                               | 88,950  | Participación: \| \| 65,77 % \| | Participación: \| \| 65,77 % \| |
| Electores                                          | Electores                                              | 135,234 | Participación: \| \| 65,77 % \| | Participación: \| \| 65,77 % \| |
|                                                    | 65,77 %                                                |         |                                 |                                 |

## Concejales electos
Relación de concejales proclamados electos:
| N.º | Nombre                              | Lista | Lista  |
| --- | ----------------------------------- | ----- | ------ |
| 1   | Bartolomé Gonzalez Jiménez          |       | PP     |
| 2   | Francisco Javier Bello Nieto        |       | PP     |
| 3   | Gustavo Severien Tigeras            |       | PP     |
| 4   | María Dolores Cabañas González      |       | PP     |
| 5   | Marta Viñuelas Prado                |       | PP     |
| 6   | Juan José Domínguez Picazo          |       | PP     |
| 7   | Tomás Marcelo Isoldi Barbeito       |       | PP     |
| 8   | Amparo Moriche Hermoso              |       | PP     |
| 9   | Francisco Javier Fernández Abad     |       | PP     |
| 10  | Virginia Sanz Jurado                |       | PP     |
| 11  | Francisco Bernáldez García          |       | PP     |
| 12  | Jesús Fernández Pascual             |       | PP     |
| 13  | Javier Rodríguez Palacios           |       | PSOE   |
| 14  | Pedro Casillas González             |       | PSOE   |
| 15  | María Yolanda Besteiro de la Fuente |       | PSOE   |
| 16  | Juan Luis Aguirre Martínez          |       | PSOE   |
| 17  | Mónica Silvana González González    |       | PSOE   |
| 18  | Fernando Fernández Lara             |       | PSOE   |
| 19  | Alberto Blázquez Sánchez            |       | PSOE   |
| 20  | María Begoña Cristellys Herrera     |       | PSOE   |
| 21  | Juan Manuel Romero Pérez            |       | PSOE   |
| 22  | María del Pilar Fernández Herrador  |       | IU-LV  |
| 23  | Daniel Ortega Algar                 |       | IU-LV  |
| 24  | María Inés Domínguez Lires          |       | IU-LV  |
| 25  | Anselmo Alfonso Avendaño Rodríguez  |       | UPyD   |
| 26  | Ricardo Rubio Hernández             |       | UPyD   |
| 27  | Juan Antonio Bueno Arriza           |       | E-2000 |

## Investidura del alcalde
En la votación de investidura celebrada el 11 de junio de 2011 en el salón de sesiones de la Casa Consistorial,  el candidato del PP, Bartolomé Gonzalez Jiménez, obtuvo 12 votos; Javier Rodríguez Palacios (PSOE) obtuvo 9; María del Pilar Fernández Herrador (IU-LV) 3 y hubo otros 3 votos en blanco. Al no obtener ningún candidato la mayoría absoluta de los votos de los concejales, siguiendo la normativa legal, resultó proclamado alcalde de Alcalá de Henares Bartolomé Gonzalez Jiménez, al ser la lista del PP la que obtuvo mayor número de votos ciudadanos en esta elecciones municipales.